# Fiesso Umbertiano
Fiesso Umbertiano é uma comuna italiana da região do Vêneto, província de Rovigo, com cerca de 4.134 habitantes. Estende-se por uma área de 27 km², tendo uma densidade populacional de 153 hab/km². Faz fronteira com Canaro, Castelguglielmo, Frassinelle Polesine, Occhiobello, Pincara, Stienta.

## Demografia
| Variação demográfica do município entre 1861 e 2011                               |
|                                                                                   |
| Fonte: Istituto Nazionale di Statistica (ISTAT) - Elaboração gráfica da Wikipedia |